# Evika Siliņa
Evika Siliņa (sinh ngày 3 tháng 8 năm 1975) là một chính trị gia người Latvia, bà là Thủ tướng Latvia từ ngày 15 tháng 9 năm 2023, trở thành người phụ nữ thứ hai đảm nhận cương vị này. Trước đây bà từng giữ chức Bộ trưởng Bộ Phúc lợi trong nội các thứ hai của Thủ tướng Krišjānis Kariņš.

## Tiểu sử
Siliņa sinh ra ở Riga, tại Latvia thuộc Liên bang Xô Viết (nay là nước Cộng hòa Latvia) vào ngày 3 tháng 8 năm 1975. Bà học luật tại trường Đại học Latvia trong khoảng thời gian từ năm 1993 đến năm 1997, bà được nhận bằng Cử nhân Luật và đủ điều kiện trở thành một luật sư. Bà cũng được nhận bằng thạc sĩ khoa học xã hội, luật quốc tế và luật châu Âu và tại Trường Luật Riga.